# Týden v tichém domě
Týden v tichém domě (littéralement en français Une semaine dans une maison silencieuse), est un film tchécoslovaque de 1947 réalisé par Jiří Krejčík, basé sur un scénario de Jiří Krejčík, Karel Vetter et Josef Antonín Novotný et sur la nouvelle du même nom de Jan Neruda tirée du livre Povídky malostranské (cs). 
Le film comporte sept parties (du lundi au dimanche) et suit les destins entrelacés de personnes qui partagent une vie commune dans une maison bourgeoise de Malostranská. La musique du film a été composée par Jiří Šust,.

## Fiche technique
- Longueur : 100 minutes
- Scénario : Jiří Krejčík, Karel Vetter et Josef Alois Novotný
- Réalisateur : Jiří Krejčík
- Musique : Jiří Šust
- Caméra : Václav Hanuš
- Costumes : Adolf Wenig (cs)
- Son : František Černý

## Distribution
- Jaromír Spal (cs)
- Jaroslav Průcha (cs)
- Jarmila Kurandová
- František Kreuzmann
- Světla Svozilová
- Blanka Waleská